# Sergueï Izotov
Pour les articles homonymes, voir Izotov.
Sergueï Petrovitch Izotov (en russe : Сергей Петрович Изотов), né le 30 juin 1917 à Synelnykove, dans l'actuelle oblast de Dnipropetrovsk (Ukraine) et décédé le 6 mai 1983 à Léningrad (Union soviétique), est un ingénieur aéronautique soviétique et un concepteur de moteurs d'aviation. 

## Biographie
Il avait étudié à l'Institut polytechnique de Leningrad puis fut engagé chez Klimov où il développa surtout des moteurs d'hélicoptères dans les années 1950. Il devint adjoint de Vladimir Klimov puis son successeur à partir de 1960.
C'est lui qui conçut entre autres les premiers moteurs soviétiques à turbine pour hélicoptère, Klimov TV2-117 et TV3-117, ainsi que les boîtes de transmission associées. Ces moteurs furent construits à plus de 40 000 exemplaires.
Des moteurs équipant entre autres certains hélicoptères Mil portent aussi son nom.

## Distinctions
Principaux titres et décorations, selon l'ordre de préséance :
- Héros du travail socialiste (1969)
- Ordre de Lénine (1969)
- Ordre du Drapeau rouge du Travail (1957)
- Prix Lénine (1976)
- Prix Staline (1949)
- Prix d'État de l'URSS (1971)